# Бронники (Шепетівський район)
Бро́нники — село в Україні, у Михайлюцькій сільській громаді Шепетівського району Хмельницької області. Населення села становить 150 осіб (2007).

## Географія
Бронники знаходяться на північно-західній околиці села Городнявка, посеред лісу на невеликому струмку — притоці річки Лизнівка.

## Історія
У 1906 році село Хоровецької волості Ізяславського повіту Волинської губернії. Відстань від повітового міста 42 верст, від волості 8. Дворів 55, мешканців 411.
24 листопада 1921 р. через Бронники, вертаючись з Листопадового рейду, проходила Подільська група (командувач Сергій Чорний) Армії Української Народної Республіки.